# Radu Nunweiller
Radu Nunweiller (* 16. November 1944 in Bukarest) ist ein ehemaliger rumänischer Fußballspieler und ehemaliger Schweizer -trainer. Er bestritt 333 Spiele in der höchsten rumänischen Fußballliga, der Divizia A, und nahm an der Fußball-Weltmeisterschaft 1970 teil. Nach dem Ende seiner Karriere war er in der Schweiz als Trainer aktiv.

## Spielerkarriere

### Verein
Nunweiller begann seine Karriere 1957 bei Tânărul Dinamovist Bukarest. Von dort wurde er in die rumänische Jugend-Nationalmannschaft berufen, aus der im Jahr 1962 Viitorul Bukarest hervorging. Für Viitorul absolvierte er am 21. Oktober 1962 gegen Steaua Bukarest sein erstes Spiel in der Divizia A. Es sollte in dieser Saison sein einziges bleiben, denn Viitorul löste sich schon in der Winterpause wieder auf. 1963 bekam Nunweiller die Gelegenheit, gleich zu einem rumänischen Spitzenverein, nämlich Dinamo Bukarest, zu wechseln. Nachdem er in seiner ersten Saison nur in der Rückrunde sporadisch eingesetzt worden war, bekam er in den folgenden Jahren mehr Spielpraxis und wurde im Jahr 1969 Stammspieler. Nunweiller gewann mit Dinamo fünf Mal die rumänische Meisterschaft sowie ein Mal den rumänischen Pokal und erzielte in 22 Europapokalspielen 6 Tore, ehe er 1976 zum Ligakonkurrenten Corvinul Hunedoara wechselte. Nach dem Abstieg von Corvinul in die Divizia B am Ende der Saison 1978/79, den er mit nur zwei Einsätzen in der Hinrunde nicht hatte verhindern können, beendete Nunweiller seine Karriere.

### Nationalmannschaft
Nunweiller bestritt für die rumänische Fußballnationalmannschaft 42 Partien, in denen er zwei Tore erzielte. Sein Debüt gab er am 21. September 1966 gegen die DDR, wo er zusammen mit seinem Bruder Ion spielte. Nationaltrainer Angelo Niculescu nominierte Nunweiller für die Fußball-Weltmeisterschaft 1970 in Mexiko, wo er in allen drei Spielen zum Einsatz kam. Des Weiteren absolvierte Nunweiller 12 Länderspiele für die U23-Nationalmannschaft Rumäniens, ohne dabei als Torschütze erfolgreich gewesen zu sein.

## Trainerkarriere
Nach dem Ende seiner aktiven Laufbahn wanderte Nunweiller mit seiner Familie in die Schweiz aus, deren Staatsangehörigkeit er annahm. Im Jahr 1982 übernahm er dort den FC Martigny-Sports als Trainer, der in der 1. Liga spielte. Mit Martigny stieg er 1983 in die Nationalliga B auf und belegte anschließend den 4. Platz, so dass er ein Angebot von Lausanne-Sports erhielt, das in der Nationalliga A spielte. Nachdem sich die erhofften Erfolge nicht eingestellt hatten, wurde sein Vertrag 1987 nicht verlängert, und Nunweiller kehrte nach Martigny zurück. 1989 übernahm er Étoile Carouge aus der Nationalliga B, übernahm aber nach einem Jahr den Ligakonkurrenten CS Chênois. Mit Chênois stieg er zwar ab, konnte aber nach dem sofortigen Wiederaufstieg sogar an das Tor zur Nationalliga A klopfen. Nach dem erneuten Abstieg 1995 verließ er Chênois und wurde Co-Trainer von Servette FC Genève, später von Lausanne-Sports, wo er 2001 erneut den Posten des Cheftrainers übernahm. Nach Lizenzentzug und Abstieg in der Nationalliga B verließ er Lausanne aber bereits ein Jahr später.
Anfang 2003 kehrte Nunweiller nach Rumänien zurück und übernahm in der Winterpause UTA Arad im Abstiegskampf der Divizia A, wo er aber nach drei Monaten am 17. April 2003 trotz anfänglicher Erfolge wieder entlassen wurde. Nunweiller kehrte in die Schweiz zurück und übernahm Yverdon-Sport FC in der Challenge League. Nach dem Aufstieg in die Super League wurde er am 22. August 2005 entlassen, nachdem Yverdon nur einen Punkt aus sechs Spielen geholt hatte. In der Saison 2009/10 war er Assistenztrainer bei Neuchâtel Xamax.

## Erfolge

### Als Spieler
- WM-Teilnehmer: 1970
- Rumänischer Meister: 1964, 1965, 1971, 1973, 1975
- Rumänischer Pokalsieger: 1964

### Als Trainer
- Aufstieg in die Super League bzw. Nationalliga A: 2005
- Aufstieg in die Challenge League bzw. Nationalliga B: 1983, 1992

## Verwandtschaft
Radu Nunweiller stammt aus einer Fußballfamilie: Alle seine sechs Brüder waren aktive Fußballer, darunter war Ion ebenfalls Nationalspieler und Lică ebenfalls in der Divizia A aktiv. Um Verwechslungen mit seinen Brüdern zu vermeiden, wurde Radu in der rumänischen Sportpresse als Nunweiller VI geführt.